# Софа
Софа је део намештаја и подразумева широку клупу дуж зида, покривену тканином или кожом и може служити и за седење или спавање. Реч софа је турског порекла (sofa). Раније су их израђивали столари или тапетари (тапатери), занатлије које су ручно израђивале намештај, који су могли представљти права и вредна уметничка дела. Дрвени делови су били резбарени а прекривачи од скупих материјала (ручно рађена тканина или скупа и квалитетна кожа).
Обично се налази у облику клупе, са тапацираним наслонима за руке, и често је опремљена опругама и прилагођеним подлошцима и јастуцима. Иако се кауч користи првенствено за седење, он се може користити и за спавање. У домовима, каучи се обично постављају у породичној соби, дневној соби, дневној соби или дневном боравку или где год се каучи потребни. Понекад се налазе иу нестамбеним окружењима као што су хотели, лобији комерцијалних канцеларија, чекаонице и барови. Каучи се такође могу разликовати по величини, боји и дизајну.

## Типови
Најчешћи типови кауча укључују двосед, који се понекад назива и мали диван, и софу. Мала софа је предвиђена за две особе, док софа има више од два подлошка за седење. Секциони кауч је обично формиран од више делова (обично два, три и четири) и обично укључује најмање два дела која се спајају под углом од 90 степени или нешто већим. Секционе софе се користе за омотавање зидова или другог намештаја.
Остале варијанте укључују диван, отоман (без леђа или са делимичном позадином) и канапе (украсни тросед). Да би се сачувао простор, неке софе се удвостручују као кревети у облику кауча на развлачење, лежаљки или футона.
Гарнитура намештаја која се састоји од софе са две припадне столице је позната као „честерфилд апартман“ или „апартман за дневну собу“. У Великој Британији, реч chesterfield се користила за означавање било ког кауча током 1900-их. Честерфилд сада описује софу са дубоким копчама, обично направљену од коже, са рукохватима и леђним засуном исте висине. Први Честерфилд, са својим карактеристичним дубоким копчама, прешивен кожном пресвлаком и доњом основом седишта, наручио је Филип Стенхоп, 4. гроф од Честерфилда (1694–1773).
У канадском енглеском, честерфилд се користи да опише било који кауч или софу, посебно међу старијим Канађанима. Према истраживању из 1992. спроведеном у региону Златне потковице у Онтарију, термин брзо нестаје.

## Материјали
Кауч се састоји од оквира, опруга, подлоге и покривача. Оквир је обично направљен од дрвета, али може бити и од челичних, пластичних или ламинираних плоча. Подлога за софу је направљена од пене, паперја, перја, тканине или њихове комбинације. Пресвлаке за софе се обично праве од меке коже, сомота или платна. Каучи обично имају опруге испод подлошке зарад веће подршке, иако их неки немају.

## Галерија слика
- Црвена тапациранa софа са два седишта
- Беж кауч
- Малајер софа са челичном основом
- Беж кауч у продавници кауча
- Енглеска гарнитура, око 1770. године
- Дневна софа, средина 20. вијека, произведено у Југославији. Музеј Семберије у Бијељини